# Ennomos brunnescens
Ennomos brunnescens là một loài bướm đêm trong họ Geometridae.